# Andries Tunru
Andries Tunru (Culemborg, 1 mei 1991) is een Nederlands cabaretier en improvisatieacteur. Hij studeerde psychologie aan de Universiteit Utrecht en voltooide vervolgens de Koningstheateracademie, de opleiding tot cabaretier in Den Bosch. Hij treedt op met solovoorstellingen onder zijn eigen naam, en als onderdeel van improvisatiecomedygroepen Beperkt Houdbaar en Flunknarf.
In seizoen 2020 - 2021 toerde hij met zijn eerste avondvullende cabaretvoorstelling Vlees, vis, wal en schip. Van 2021 - 2023 volgde In Theorie, en vanaf najaar 2024 toert hij door het land met Marmer. Daarnaast heeft hij opgetreden op o.a. Lowlands en Paaspop.
Tunru deed in 2019 samen met zijn broer Vincent mee aan het televisieprogramma Lingo, waar zij opzien baarden door met een via een algoritme gegenereerde lijst met optimale startwoorden vijf afleveringen op rij vol te houden. In 2020/21 nam hij deel aan het winterseizoen van De Slimste Mens, waar hij als eerste deelnemer sinds dertien seizoenen alle zeven afleveringen waaraan hij deelnam won. Hij werd uiteindelijk tweede achter Rob Kemps.
Tunru is als acteur te zien geweest in de satirische televisieprogramma's Spaanders en Hotel Hollandia (beiden BNNVARA), onder andere als Rob Jetten. Daarnaast was Tunru als deelnemer of acteur te zien in de televisieprogramma's Hufterproef (2018 - 2019), De Slimste Mens All Stars (2022), Weet Ik Veel (2022), Beat the Champions VIPS (2023), Waku Waku (2023), Onzin (2023), het Sinterklaasjournaal (2023), Speculasies (2023), Ik hou van Holland (2024), Popquiz Oranje (2024) en The Connection (2024).
Vanaf 2024 is Tunru een van de vaste champions in RTL's Beat the Champions. 
Op de radio heeft hij vaste items of columns gehad bij Druktemakers (NPO Radio 1), Gijs 2.0 (NPO Radio 2) en Blok & Toine (NPO Radio 1). Sinds december 2021 is hij vast lid van het cabaretteam van het NPO Radio 2-programma Spijkers met koppen. Samen met Ruud Smulders en Stefan Hendrikx maakt hij de dagelijkse improvisatiecomedy-podcast Radio Willekeur.

## Prijzen en wedstrijden
In 2016 won Tunru de publieksprijs op het Groninger Studenten Cabaret Festival en zowel de jury- en publieksprijs op het Amsterdams Studenten Cabaret Festival. Het jaar erop won hij de persoonlijkheidsprijs op Cameretten. In zowel 2018, 2019, als 2022 werd hij, met improvisatiegroep Flunknarf, Nederlands Kampioen Improvisatietheater op het NTT. In 2023 won hij het wereldkampioenschap Powerpoint Karaoke.  Zijn cabaretvoorstelling Marmer werd in 2024 genomineerd voor een Poelifinario, de prijs voor het meest indrukwekkende cabaretprogramma van het seizoen.